# Hereford
Hereford (pronuncia ˈhɛrɨfərd; in gallese Henffordd), è una città dell'Inghilterra occidentale capoluogo della contea di Herefordshire.

La città è posta in un'area pianeggiante sulla riva sinistra del fiume Wye non lontano dal confine con il Galles.

## Storia

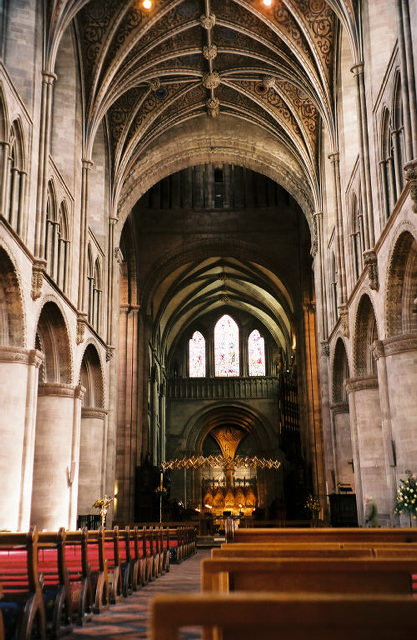
Interno della cattedrale di Hereford.

Hereford fu fondata dai Sassoni nel VII secolo come roccaforte difensiva a presidio del confine con il Galles. Intorno al 670, avendo i Sassoni respinto ad ovest i Gallesi, fu eletto il primo vescovo di Hereford. Dopo la conquista normanna fu accentuato il ruolo di bastione difensivo della città ampliandone il castello.
La cattedrale fu edificata sul luogo dove sorgeva la tomba di sant'Etelberto. Varie chiese vennero edificate sul luogo fino a che nel 1079 il vescovo Roberto di Lorena (o di Losinga) diede inizio alla costruzione della cattedrale in stile normanno. I lavori proseguirono nei secoli successivi adottando lo stile gotico. Dopo la sconfitta dei Gallesi ad opera di Edoardo I la città perse il suo ruolo militare e prosperò con il commercio laniero. Nella cattedrale è tuttora conservata la più grande mappa medioevale conosciuta, per la quale il collezionista d'arte Paul Getty ha finanziato la costruzione nel 1996 di una nuova biblioteca al suo interno per farla custodire al meglio.
Durante la guerra civile inglese la città fu conquistata da entrambe le fazioni in lotta diverse volte. Il 30 settembre 1642 le truppe fedeli al Parlamento e guidate da Robert Harley (1579–1656) e Henry Grey si impossessarono della città senza incontrare resistenza. Nel dicembre successivo abbandonarono la città per l'arrivo di truppe lealiste. La città venne nuovamente conquistata per un breve periodo nella primavera del 1643 dalle truppe del Parlamento. Il 31 luglio 1645 un esercito di scozzesi guidato da Alexander Leslie, mise la città in stato di assedio incontrando una forte resistenza da parte della guarnigione e degli abitanti. Il primo settembre, alla notizia dell'arrivo delle truppe lealiste, gli scozzesi si ritirarono. La città venne infine conquistata dalle truppe del Parlamento il 18 dicembre 1645. Nel 1786 la torre occidentale della cattedrale crollò distruggendo parte della navata.
Nel dicembre 1853 la città fu raggiunta dalla ferrovia con l'inaugurazione della stazione di Hereford che la collegò alle città del Galles meridionale e negli anni successivi a Worcester, Gloucester e Brecon. Grazie alle comunicazioni ferroviarie ebbe impulso lo sviluppo dell'industria, specie la produzione dei mattoni. Durante la seconda guerra mondiale, per l'isolamento della città che la proteggeva dai raid aerei della Luftwaffe tedesca, si dette inizio alla produzione di munizioni e la città ebbe alcuni depositi di munizioni.
Hereford ospita Stirling Lines, la caserma del 22º Reggimento SAS, i corpi speciali dell'esercito britannico.

### Simboli

Stemma dell'Hereford City Council.

Lo stemma di Hereford si blasona: di rosso, a tre leopardi d'argento l'uno sull'altro, alla bordura cucita d'azzurro caricata di dieci croci di sant'Andrea del secondo.

Ornamenti esteriori dello scudo: 
- cimiero: su un cercine di rosso e d'argento, un leopardo d'argento tenente nella branca destra una spada in palo al naturale guarnita e pomata d'oro;
- sostegni: due leopardi illeoniti d'argento collarinati d'azzurro con tre fibbie d'oro;
- motto: Invictae fidelitatis praemium.

Lo stemma fu ufficialmente concesso con le registrazioni araldiche del Re d'armi (Heraldic visitation) del 1569 e del 1634, a cui vennero aggiunti il cimiero e i sostegni il 14 settembre 1645.

Hereford portava su un primo sigillo lo stemma reale di Riccardo I d'Inghilterra (di rosso, a tre leopardi l'uno sull'altro d'oro) — il quale nel 1189 diede alla città la sua prima Carta reale — ma con i leoni smaltati d'argento.
In riconoscimento della tenace resistenza della popolazione durante la guerra civile, quando la città tenne testa per cinque settimane alle truppe scozzesi al comando di Alexander Leslie, conte di Leven, il re Carlo I concesse le modifiche che portarono allo stemma attuale: i leoni circondati dalle croci di Sant'Andrea, rappresentano le forze realiste circondate dagli scozzesi ribelli e le fibbie sui collari dei leoni di sostegno provengono dalle armi del conte di Leven. Il leone e la spada del cimiero significano lealtà e difesa della Corona. Contestualmente venne concesso il motto che significa: Riconoscimento di invitta fedeltà.

## Amministrazione

### Gemellaggi
- Vierzon, dal 1994
- Dillenburg, dal 1989[3]